# Kamionka Wielka
Kamionka Wielka (letteralmente: «Kamionka grande») è un comune rurale polacco del distretto di Nowy Sącz, nel voivodato della Piccola Polonia.
Ricopre una superficie di 63,01 km² e nel 2004 contava 9 070 abitanti.